# Germán Becerra
Germán Becerra (* 11. Oktober 1928 in Sotaquira; † 6. April 2021 in Savigny-lès-Beaune, Frankreich) war ein deutsch-französischer Maler und Bildhauer kolumbianischen Ursprungs, welcher einen großen Teil seiner Karriere in Düsseldorf gemacht hat.

## Werdegang
Luis Germán Becerra Agudelo wurde 1928 in Sotaquira, in der Provinz von Boyacá, in Kolumbien geboren. Nach dem Kunststudien in Bogotá von 1949 bis 1952 und in Rom bis 1958 kam er nach Düsseldorf. Für seinen Lebensunterhalt arbeitete er in der Landwirtschaft und in der Industrie, praktizierte jedoch weiterhin seine Kunst. Otto Pankok wurde auf den jungen Becerra aufmerksam und machte ihn von 1955 bis 1958 zu seinem Meisterschüler an der Kunstakademie Düsseldorf.
1956 gründete Becerra mit Hans Günther Cremers, Thomas Häfner, Hannelore Köhler, Wolfgang Lorenz und Willi Wirth die Gruppe Junge Realisten. Die Mitglieder sprachen sich gegen die Tendenzen von Abstraktion und Gegenstandslosigkeit und forderten eine neue figurative Malerei und Skulptur.
Becerra, Mitglied des Vereins der Düsseldorfer Künstler, ist bekannt mit vielen Künstlern der Düsseldorfer Szene. In den 1950er/60er Jahren traf man sich unter anderem in der Jazz-Kneipe Zum Csikós und zu seinen Freunden gehörten Günter Grass, damals angehender Steinmetz, Horst Geldmacher auch genannt „Flötchen“, und Franz Witte. Das Blechtrommelbild (1957/58) von Becerra und Witte, welches die leicht verrückte Gesellschaft im „Csikós“ vereinigt, konnte 2009 für die Sammlung des Stadtmuseum Düsseldorf erworben werden. Auch war er mit Kurt Sandweg, Hannes Esser, Günther Uecker, Rudi Heekers und Bernd Jansen und vielen mehr in der Künstlergruppe Einbrungen/Wittlaer aktiv, welche in der Einbrunger Mühle am Schwarzbach Feste und Ausstellungen organisierte.
1964 ging er nach Frankreich und lebte bis 1967 in der Cité Internationale des Arts Paris. Er lernte die Schriftstellerin und Dichterin Paule di Puccio aus Savigny-lès-Beaune kennen und von da fand sein künstlerisches Leben zwischen seinem Düsseldorfer Atelier und im Herzen des Burgunds in Savigny-lès-Beaune statt, wo der Weinkeller zur Werkstatt und zur Wohnung des Ehepaars geworden war. Germán Becerra wurde am 12. April 2021 auf dem Friedhof von Savigny-lès-Beaune an der Seite seiner Frau Paule di Puccio († 2019) beerdigt.

## Werk
Seine bevorzugten Themen sind die einfachen Leute, die Arbeiter, die im Exil Lebenden, Ausgeschlossene und Verfolgte, aber auch der Friede und die Liebe. Sie drücken die zwei Seiten der Menschheit aus. Von dieser kontrastierten und humanistischen Thematik wird er nie abweichen. Seine Gemälde in leuchtenden Farben sind mit der kolumbianischen Kultur durchdrungen. „Meine Kunst ist ein Lebensverhalten. Sie ist kein angenehmer Zeitvertreib oder einfache Beschäftigung, sie ist im Dienst des Mensches und des sozialen Kampfes für ein besseres Leben. Sie soll denunzieren und das Gewissen entwickeln.“ (Germán Becerra)
Auch seine Plastiken sind konzentrierte Expressivität in Birnbaum-, Ulmen-, Eichenholz, Beton, Aluminium, Kalkstein oder Bronze. „Glaube, Liebe, Sinnlichkeit sind verdichtet in German Becerras Holz-Skulpturen. Paare umschlingen sich in verschmelzender Einigkeit; Porträts mit kraftvollem Gesichtsschnitt schauen gütig-streng auf den Besucher. Eine Vitrine mit Kleinskulpturen verdient besondere Aufmerksamkeit: Die Kleine Andina aus den Anden, der eingeborene Boyaco aus Becerras Heimat Kolumbien, sie scheinen lebendig zu sein, voller Energie, magisch wie die Fetischpüppchen der Eingeborenen. Die Energie hat ihnen der Künstler eingegeben, […] pendelt zwischen Frankreich und seinem Atelier an der Sittarder Straße; der nichts eingebüßt hat an Schaffenskraft […].“ (Gertrud Peters)

## Ausstellungen (Auswahl)
Einzelausstellungen:
- 1945: Tunja, Kolumbien
- 1949: Centro Colombo-Americano, Bogotá, Kolumbien
- 1956: Große Düsseldorfer Kunstausstellung
- 1958: Galerie Niepel Düsseldorf
- 1959: Rheinische Sezession (Kollektivausstellung), Kunsthalle Düsseldorf
- 1964: Salon de la Jeune Peinture (Kollektivausstellung), Paris
- 1967: Cité des Arts (Kollektivausstellung), Paris
- 1968/69/70: Galerie Mode und Art, Düsseldorf
- 1973: Stadtmuseum, Düsseldorf
- 1976: Kunsthalle Düsseldorf (Kollektivausstellung)
- 1977: Kunsthalle Düsseldorf
- 1985: Galerie Hella Nebelung, Düsseldorf[6]
- 1987: Malkasten, Düsseldorf
- 1993: La Casa de América latina, Paris
- 1995: Die Künstler Der Einbrungener Mühle (Kollektivausstellung)
- 2000: Monuen Chateau de Bussy-Babutim Frankreich
- 2003: Stadtmuseum Düsseldorf
- 2014: Musée du Vin de Bourgogne, Beaune[7]
- 2019: Hermann-Harry-Schmitz Institut / Museum Düsseldorf